# Karel Alexandr Lotrinský
Karel Alexandr Lotrinský (12. prosinec 1712, Lunéville – 4. červenec 1780, Tervuren) byl lotrinský princ, mladší bratr císaře Svaté říše římské Františka I. Štěpána a švagr královny Marie Terezie. Od mládí sloužil v rakouské armádě a již v roce 1740 dosáhl hodnosti polního maršála. Za války o rakouské dědictví a sedmileté války byl vrchním velitelem rakouské armády, kvůli neúspěchům byl v roce 1758 odvolán. Souběžně byl od roku 1744 místodržitelem v Rakouském Nizozemí (dnešní Belgie). Od roku 1761 byl zároveň velmistrem Řádu německých rytířů. Proslul mimo jiné jako mecenáš umění a vědy, zemřel v Bruselu jako poslední mužský potomek lotrinské dynastie.

## Původ a mládí

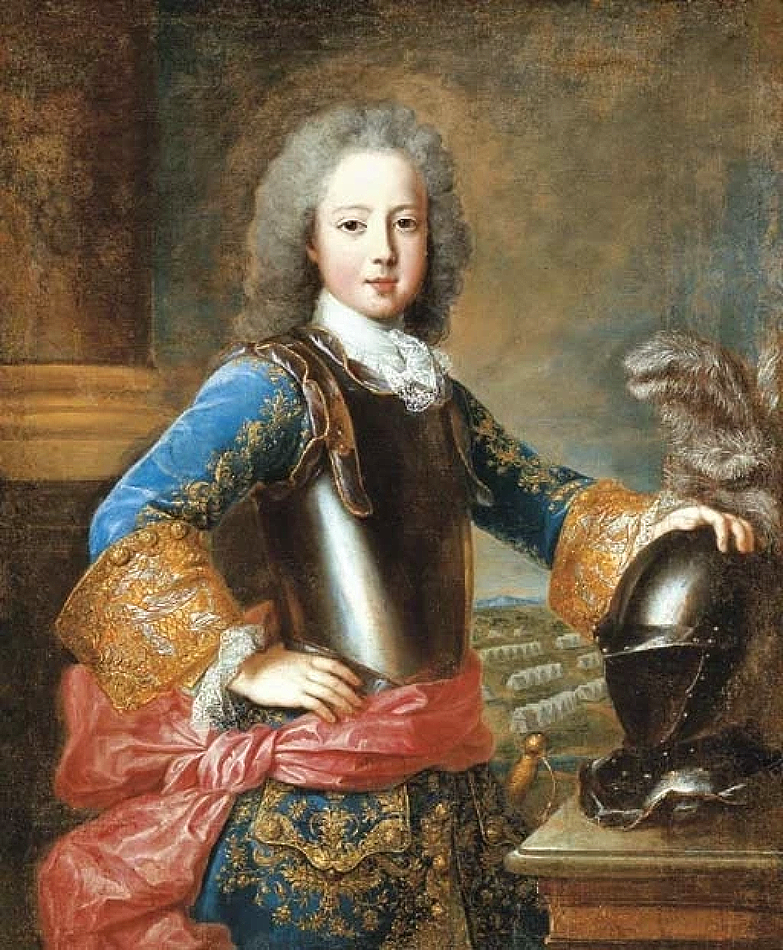
Princ Karel Alexandr Lotrinský v dětském věku

Pocházel ze starého lotrinského rodu, narodil se z manželství lotrinského vévody Leopolda Josefa s francouzskou princeznou  Alžbětou Orleánskou jako pátý syn, dva starší bratři zemřeli před jeho narozením. Dalšími sourozenci byli Leopold (1707–1723) a František Štěpán (1708–1765), který se po otcově smrti v roce 1729 stal jako František III. lotrinským vévodou. Starší sestra Alžběta Tereza Lotrinská (1711–1741) se provdala za sardinského krále Karla Emanuela III. a mladší Anna Charlotta Lotrinská (1714–1773) se stala jeptiškou, byla abatyší několika klášterů, ale pobývala převážně ve Vídni. Spolu se sourozenci vyrůstal u vévodského dvora v Lunéville, jako desetiletý se v roce 1722 zúčastnil v Remeši korunovace Ludvíka XV. Francie v té době zvažovala možnost sňatku Ludvíka XV. s některou z lotrinských princezen, které byly ale nakonec kvůli příliš nízkému věku odmítnuty. Rodina lotrinského vévody se následně upnula k ambicióznímu plánu příbuzenského spojení s Habsburky, díky tomu se také lotrinští princové v roce 1723 zúčastnili v Praze korunovace Karla VI. českým králem. Karel Alexandr mezitím absolvoval vzdělání v různých oborech a byl připravován na vojenskou dráhu. V sedmnácti letech se stal rytířem Řádu zlatého rouna Po sňatku svého staršího bratra Františka Štěpána s Marií Terezií (1736) přesídlil do Vídně a vstoupil do rakouské armády.

## Vojenská a politická kariéra

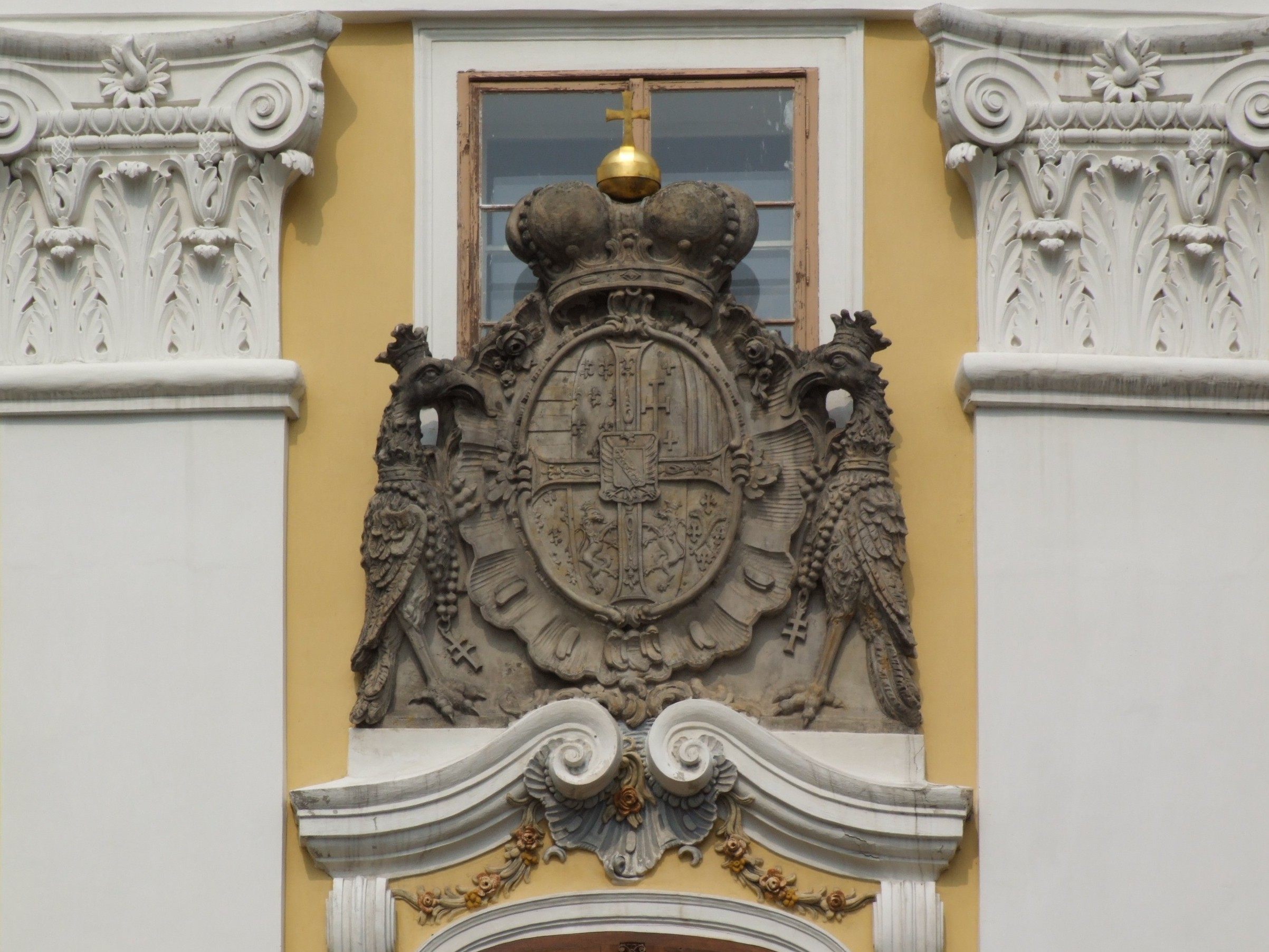
Erb Karla Alexandra Lotrinského na zámku Bruntál

Jako voják se zúčastnil tažení proti Turkům a již v roce 1737 byl povýšen do hodnosti generálního polního vachtmistra, respektive generálmajora. Na počátku vlády Marie Terezie byl jmenován polním maršálem (1740) a zúčastnil se války o rakouské dědictví. V roce 1742 převzal vrchní velení v Čechách, ale téhož roku byl poražen Fridrichem II. v bitvě u Chotusic. Úspěšnější byl v letech 1742–1743 proti bavorské a francouzské armádě, pronikl do Bavorska a v roce 1744 obsadil Alsasko. K plánované velké bitvě s Francouzi nedošlo, protože byl povolán zpět do Čech, znovu ohrožovaných pruskou armádou. V roce 1745 byl dvakrát poražen Fridrichem II. v bitvách u Hohenfriedbergu a Žďáru, téhož roku kvůli pozdnímu příchodu nemohl zasáhnout do další prohrané bitvy u Kesselsdorfu. Mezitím byl v roce 1744 jmenován místodržitelem v Rakouském Nizozemí a přestěhoval se do Bruselu. Rakouské Nizozemí však během roku 1745 obsadil Mořic Saský, který Karla Alexandra v roce 1746 porazil v bitvě u Rocoux. Karel Alexandr poté pobýval ve Vídni a podílel se na reformách rakouské armády, do Bruselu se vrátil až v roce 1749. Od roku 1746 byl generálem-polním maršálem (General-Feldmarschall) Svaté říše římské.

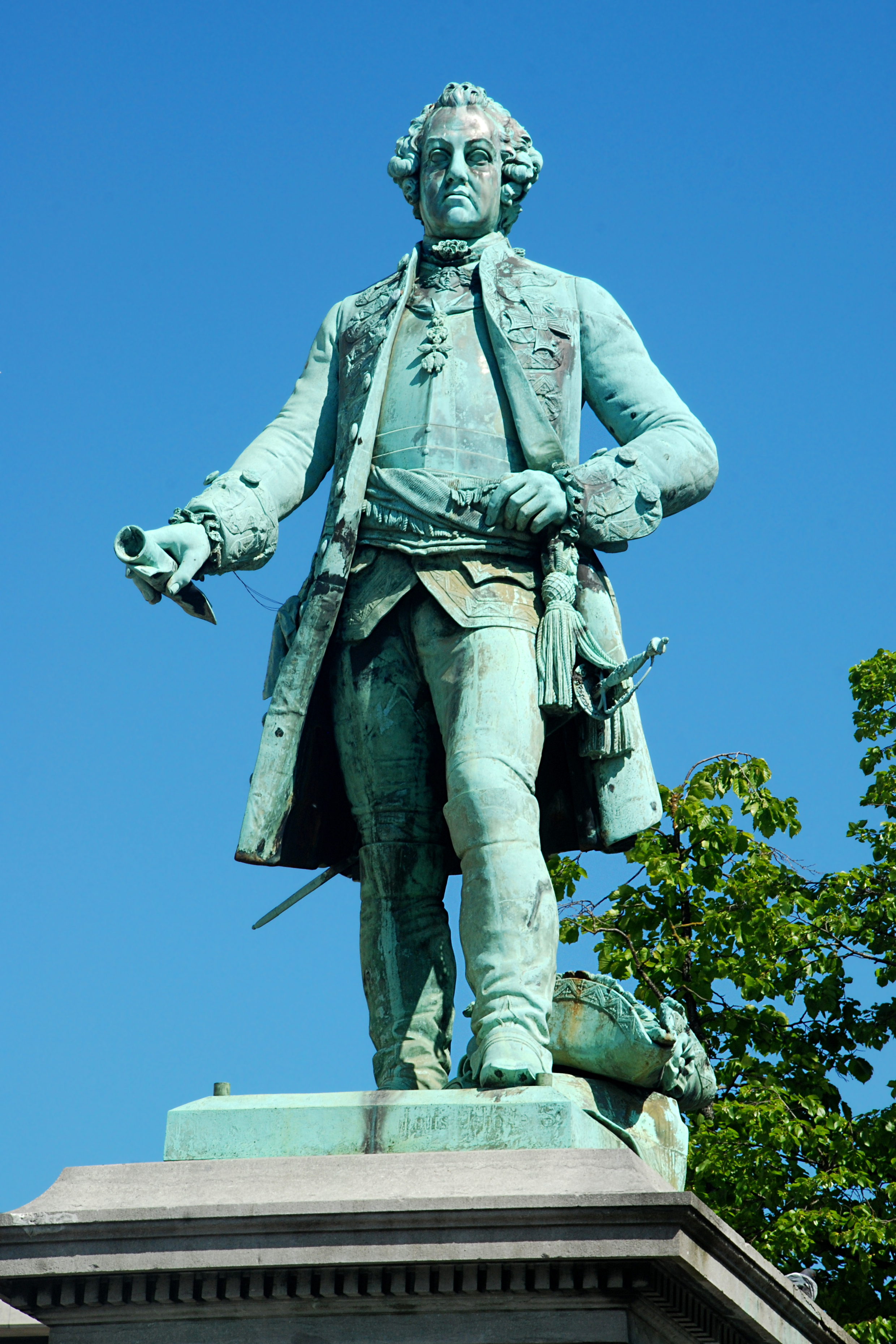
Socha Karla Alexandra Lotrinského v Bruselu

Za sedmileté války byl znovu jmenován vrchním velitelem rakouské armády. Na jaře 1757 byl poražen Fridrichem II. v bitvě u Štěrbohol, reputaci rakouské armády o měsíc později napravilo Daunovo vítězství u Kolína. Spolu s Daunem se Karel Alexandr stal jedním z prvních nositelů velkokříže nově založeného Řádu Marie Terezie (1758). V závěru roku 1757 pronásledoval pruskou armádu do Lužice a Slezska, zvítězil u Vratislavi, ale 5. prosince 1757 byl znovu poražen ve velké bitvě u Leuthenu. Se značnými ztrátami se stáhl do Čech a krátce nato padla do zajetí i celá posádka ve Vratislavi. V podstatě od počátku války poukazovali generálové, ministři i zahraniční diplomaté na nepříliš vysoké kvality Karla Alexandra jako vojevůdce. Dlouhou dobu měl však důvěru své švagrové Marie Terezie a o jeho odvolání bylo rozhodnuto po bitvě u Leuthenu.
Po rezignaci na post vrchního velitele rakouské armády odešel znovu do Bruselu, kde se až do smrti věnoval správě Rakouského Nizozemí. Od roku 1761 byl též velmistrem Řádu německých rytířů a také řádovým záležitostem věnoval značnou pozornost, řídil je ale převážně z Bruselu. Jako místodržitel v Belgii byl ve své samostatnosti limitován požadavky vídeňského dvora, proslul ale jako mecenáš umění a inicioval stavební rozmach v Bruselu. Jestliže se věnoval spíše soukromým zájmům a podpoře kultury a věd, politické záležitosti zajišťovali dlouholetí rakouští zplnomocnění ministři v Bruselu (Jan Karel Cobenzl, 1753–1770; Jiří Adam Starhemberg, 1770–1780), kteří byli v podstatě zástupci místodržitele. Na postu velmistra Německého řádu nechal přestavět zámek Heuchlingen v Bádensku-Württembersku. Řád německých rytířů vlastnil také rozsáhlý majetek ve Slezsku, kde Karel Alexandr nechal po sedmileté válce přestavět zámek v Bruntálu. Přestavbu z let 1766–1769 připomíná jeho erb nad hlavním vchodem do zámku. Jako nástupce v hodnosti velmistra byl předurčen jeho synovec arcivévoda Maxmilián, který byl již v roce 1769 zvolen koadjutorem. Maxmilián byl také univerzálním dědicem strýcova majetku, který mu odkázal 580 000 zlatých. Princ Karel Alexandr Lotrinský zemřel na zámku Tervuren a pohřben je v Bruselu. Belgické hlavní město zdobí na památku jeho dlouholetého působení v úřadu místodržítele dvě sochy.

## Manželství a potomci
V lednu 1744 se ve Vídni oženil se sestrou své švagrové Marie Terezie, arcivévodkyní Marií Annou. Téhož roku novomanželé přesídlili do Bruselu, kde byl Karel Alexandr jmenován místodržitelem. Marie Anna zemřela 16. prosince 1744 na následky komplikovaného porodu dcery, která se narodila mrtvá. Byla pohřbena spolu se svým mrtvě narozeným dítětem do kapucínské hrobky ve Vídni.
Později měl Karel Alexandr z několika nemanželských vztahů čtyři děti.

## Vývod z předků
|                          |                                  |  |                          |                                    |  |  |  |  |  |  |  | František II. Lotrinský |
|                          |                                  |  |                          |                                    |  |  |  |  |  |  |  |                         |
|                          | Mikuláš František Lotrinský      |  |                          |                                    |  |  |  |  |  |  |  |                         |
|                          |                                  |  |                          |                                    |  |  |  |  |  |  |  |                         |
|                          |                                  |  |                          | Kristýna ze Salmu                  |  |  |  |  |  |  |  |                         |
|                          |                                  |  |                          |                                    |  |  |  |  |  |  |  |                         |
|                          | Karel V. Lotrinský               |  |                          |                                    |  |  |  |  |  |  |  |                         |
|                          |                                  |  |                          |                                    |  |  |  |  |  |  |  |                         |
|                          |                                  |  |                          | Jindřich II. Lotrinský             |  |  |  |  |  |  |  |                         |
|                          |                                  |  |                          |                                    |  |  |  |  |  |  |  |                         |
|                          | Klaudie Lotrinská                |  |                          |                                    |  |  |  |  |  |  |  |                         |
|                          |                                  |  |                          |                                    |  |  |  |  |  |  |  |                         |
|                          |                                  |  |                          | Markéta Gonzaga                    |  |  |  |  |  |  |  |                         |
|                          |                                  |  |                          |                                    |  |  |  |  |  |  |  |                         |
|                          | Leopold Josef Lotrinský          |  |                          |                                    |  |  |  |  |  |  |  |                         |
|                          |                                  |  |                          |                                    |  |  |  |  |  |  |  |                         |
|                          |                                  |  |                          | Ferdinand II. Štýrský              |  |  |  |  |  |  |  |                         |
|                          |                                  |  |                          |                                    |  |  |  |  |  |  |  |                         |
|                          | Ferdinand III. Habsburský        |  |                          |                                    |  |  |  |  |  |  |  |                         |
|                          |                                  |  |                          |                                    |  |  |  |  |  |  |  |                         |
|                          |                                  |  |                          | Marie Anna Bavorská                |  |  |  |  |  |  |  |                         |
|                          |                                  |  |                          |                                    |  |  |  |  |  |  |  |                         |
|                          | Eleonora Marie Josefa Habsburská |  |                          |                                    |  |  |  |  |  |  |  |                         |
|                          |                                  |  |                          |                                    |  |  |  |  |  |  |  |                         |
|                          |                                  |  |                          | Karel II. Gonzaga                  |  |  |  |  |  |  |  |                         |
|                          |                                  |  |                          |                                    |  |  |  |  |  |  |  |                         |
|                          | Eleonora Magdalena Gonzagová     |  |                          |                                    |  |  |  |  |  |  |  |                         |
|                          |                                  |  |                          |                                    |  |  |  |  |  |  |  |                         |
|                          |                                  |  |                          | Marie Gonzagová                    |  |  |  |  |  |  |  |                         |
|                          |                                  |  |                          |                                    |  |  |  |  |  |  |  |                         |
| Karel Alexandr Lotrinský |                                  |  |                          |                                    |  |  |  |  |  |  |  |                         |
|                          |                                  |  |                          |                                    |  |  |  |  |  |  |  |                         |
|                          |                                  |  | Jindřich IV. Francouzský |                                    |  |  |  |  |  |  |  |                         |
|                          |                                  |  |                          |                                    |  |  |  |  |  |  |  |                         |
|                          | Ludvík XIII.                     |  |                          |                                    |  |  |  |  |  |  |  |                         |
|                          |                                  |  |                          |                                    |  |  |  |  |  |  |  |                         |
|                          |                                  |  |                          | Marie Medicejská                   |  |  |  |  |  |  |  |                         |
|                          |                                  |  |                          |                                    |  |  |  |  |  |  |  |                         |
|                          | Filip I. Orleánský               |  |                          |                                    |  |  |  |  |  |  |  |                         |
|                          |                                  |  |                          |                                    |  |  |  |  |  |  |  |                         |
|                          |                                  |  |                          | Filip III. Španělský               |  |  |  |  |  |  |  |                         |
|                          |                                  |  |                          |                                    |  |  |  |  |  |  |  |                         |
|                          | Anna Rakouská                    |  |                          |                                    |  |  |  |  |  |  |  |                         |
|                          |                                  |  |                          |                                    |  |  |  |  |  |  |  |                         |
|                          |                                  |  |                          | Markéta Habsburská                 |  |  |  |  |  |  |  |                         |
|                          |                                  |  |                          |                                    |  |  |  |  |  |  |  |                         |
|                          | Alžběta Charlotta Orleánská      |  |                          |                                    |  |  |  |  |  |  |  |                         |
|                          |                                  |  |                          |                                    |  |  |  |  |  |  |  |                         |
|                          |                                  |  |                          | Fridrich Falcký                    |  |  |  |  |  |  |  |                         |
|                          |                                  |  |                          |                                    |  |  |  |  |  |  |  |                         |
|                          | Karel I. Ludvík Falcký           |  |                          |                                    |  |  |  |  |  |  |  |                         |
|                          |                                  |  |                          |                                    |  |  |  |  |  |  |  |                         |
|                          |                                  |  |                          | Alžběta Stuartovna                 |  |  |  |  |  |  |  |                         |
|                          |                                  |  |                          |                                    |  |  |  |  |  |  |  |                         |
|                          | Alžběta Šarlota Falcká           |  |                          |                                    |  |  |  |  |  |  |  |                         |
|                          |                                  |  |                          |                                    |  |  |  |  |  |  |  |                         |
|                          |                                  |  |                          | Vilém V. Hesensko-Kasselský        |  |  |  |  |  |  |  |                         |
|                          |                                  |  |                          |                                    |  |  |  |  |  |  |  |                         |
|                          | Šarlota Hesensko-Kasselská       |  |                          |                                    |  |  |  |  |  |  |  |                         |
|                          |                                  |  |                          |                                    |  |  |  |  |  |  |  |                         |
|                          |                                  |  |                          | Amálie Alžběta z Hanau-Münzenbergu |  |  |  |  |  |  |  |                         |
|                          |                                  |  |                          |                                    |  |  |  |  |  |  |  |                         |